# Massuria
Genre
Massuria est un genre d'araignées aranéomorphes de la famille des Thomisidae.

## Distribution
Les espèces de ce genre se rencontrent en Asie.

## Liste des espèces
Selon World Spider Catalog (version 25.5, 25/07/2024) :
- Massuria angulata Thorell, 1887
- Massuria bandian Tang & Li, 2010
- Massuria daizong Lin & Li, 2023
- Massuria min Yao & Li, 2023
- Massuria ovalis Tang & Li, 2010
- Massuria simplex (Xu, Han & Li, 2008)
- Massuria sreepanchamii (Tikader, 1962)
- Massuria uthoracica Sen, Saha & Raychaudhuri, 2012
- Massuria watari Ono, 2002

## Systématique et taxinomie
Ce genre a été décrit par Thorell en 1887 dans les Misumenidae.

## Publication originale
- Thorell, 1887 : « Viaggio di L. Fea in Birmania e regioni vicine. II. Primo saggio sui ragni birmani. » Annali del Museo civico di storia naturale di Genova, vol. 25, p. 5-417 (texte intégral).